# Jericho (DC Comics)
Pour les articles homonymes, voir Jéricho (homonymie), Joseph Wilson et Wilson.
Jéricho, alias Joseph William Wilson, est un personnage de l'univers DC Comics. C'est un super-héros actuellement membre des Jeunes Titans.

## Histoire
Joseph était le plus jeune fils de Slade Wilson, alias le mercenaire-assassin Deathstroke. Enfant, il fut pris en otage par Jackal, un terroriste qui avait demandé à Deathstroke de révéler des informations que celui-ci avait refusé. Deathstroke intervint et sauva son fils, mais Jackal eut le temps de trancher la gorge de Joseph, lui coupant les cordes vocales et le rendant muet.
Après cet évènement, sa mère Adeline divorça de Deathstroke après l'avoir rendu borgne, et partit avec leurs deux enfants, Joseph et Grant. Plus tard, Joseph apprit à communiquer par la langue des signes.
Vers l'adolescence, il s'avéra que les expériences menées sur son père avaient eu des effets sur son organisme, lui donnant un pouvoir qu'il utilisa pour la première fois en défendant sa mère contre un assassin : celui de posséder, par simple contact visuel, n'importe quel individu.
Quelque temps plus tard, Joseph et sa mère apprirent que Deathstroke avait accepté un contrat pour capturer ou détruire les Teens Titans. Ils rejoignirent alors Dick Grayson (Robin) pour lui proposer de l'aider à libérer les autres Titans, qui avaient déjà été capturés. Grayson accepta, et Joseph se joignit à lui sous l'identité de Jéricho.
La mission fut un succès, et Jéricho se joignit aux Teen Titans. Néanmoins, ceux-ci n'avaient pour la plupart pas confiance en lui à cause de son lien de parenté avec Deathstroke. Il demeura pourtant fidèle.
Les Titans furent plus tard capturés par la Wildebeest Society, puis sauvés par un groupe de héros. Le leader de la WildeBeest Society n'était autre que Jericho, qui était maintenant possédé par les âmes d'Azarath, elles-mêmes corrompues par l'essence de Trigon. Il essaya de transformer les Titans en vaisseau pour les âmes, mais fut tué par son père, Deathstroke, qui souhaitait ainsi sauver son âme.
La mémoire de Jéricho survécut cependant, et s'installa temporairement en Deathstroke, avant d'être récupérée par les Teen Titans, qui la conservèrent sur une disquette. Durant cette période, Deathstroke réunit son propre groupe de Titan afin de récupérer cette disquette.
Plus tard, les Teen Titans découvrirent que la disquette qui renfermait l'âme de Jéricho avait disparu. Ils crurent d'abord qu'elle avait été volée par un traitre au sein de leurs rangs, mais il s'avéra en fait que c'était Raven qui l'avait emmené en quittant l'équipe, cherchant un moyen de le rétablir physiquement avec une âme purifiée. Ce qu'elle parvint à faire dans Teen Titans vol.3, #40-41, en utilisant les mêmes rites que Brother Blood. 

À peine ressuscité, Jéricho fut forcé par Bombshell, la véritable traîtresse des Teen Titans, à la suivre. Cependant, l'intervention des autres Titans permit de vaincre cette dernière, et Jéricho joignit la nouvelle incarnation du groupe, se liant par l'occasion avec sa demi-sœur Rose Wilson. Il fait désormais partie de l'équipe actuelle, sa gorge apparemment soignée (il n'y a plus de traces de sa cicatrice), et avec de vagues souvenirs de l'époque où il était possédé.

## Pouvoirs
Jéricho peut prendre possession de n'importe quel individu par simple contact visuel : son corps se désubstance et pénètre dans celui de la cible. Il est néanmoins incapable de maîtriser la voix et l'esprit de la personne possédée. Il peut cependant s'exprimer à travers l'hôte du corps si celui-ci est inconscient, à condition d'utiliser la voix, l'accent et le vocabulaire, et de parfaitement contrôler le corps. Souvent, il utilise la lettre « J » en langue des signes pour prévenir ses alliés qu'il possède quelqu'un.
Le contact visuel lui est réellement nécessaire : il ne peut posséder quelqu'un s'il est aveugle ou si sa cible n'est pas un être naturel. Ainsi, lors d'un exercice d'entraînement, il n'est pas parvenu à posséder Cyborg parce qu'il regardait l'œil cybernétique au lieu de l'œil organique.

## Autres médias

### Série animéeTeen Titans
Jericho apparaît dans la série animée Teen Titans : Les Jeunes Titans, en tant que jeune héros. Comme dans le comic, c'est un jeune garçon muet, uniquement capable de communiquer par le langage gestuel. Son pouvoir fonctionne aussi de la même façon, bien qu'il se soit montré capable de parler dans le corps de Cinderblock (sans doute en raison de la faible intelligence de ce dernier). Aucune référence n'est faite à son lien de parenté avec Deathstroke.
Jericho apparaît dans Appel à tous les Titans, où Changelin est envoyé par Robin pour lui donner un communicateur, faisant de lui un membre honoraire des Titans. Peu après, lors de l'assaut de la Confrérie du Mal, il est attaqué par Fang et Private HIVE. Bien que le combat ne soit pas montré, il est révélé à la fin de l'épisode que Jericho est sorti victorieux.
Dans Tous à l'attaque, il est retrouvé par Herald, et tous deux rejoignent Changelin, Màs et Pantha, formant avec ces derniers une équipe de circonstance dirigée par Changelin pour aller sauver les autres.

Jericho joue un rôle essentiel dans l'infiltration de la base du Cerveau en possédant tour à tour Cinderblock, Private HIVE, Capitaine Vidéo, Trident et d'autres vilains. Lors de la bataille finale, il est temporairement neutralisé par Gizmo, qui stoppe son pouvoir en lui cachant les yeux, mais les renforts des Titans le tirent d'affaire, et il participe à la bataille finale.

### Arrow
Le personnage de Joe est mentionné plusieurs fois dans la série télévisée Arrow. Il apparait ensuite dans les épisodes 5 et 6 de la saison 6, incarné par Liam Hall (adulte) et Franklyn-Miller (enfant).

### Titans
- Jericho apparaît dans la seconde saison de la série télévisée Titans, joué par Chella Man[1],[2].